# Ligue des champions de l'UEFA 2000-2001
Navigation
Édition précédente Édition suivante
La Ligue des champions de l'UEFA 2000-2001 est la 46e édition du tournoi de football et la 9e sous le format actuel.
La finale s'est jouée au stade San Siro à Milan le 23 mai 2001 entre le Bayern Munich et le Valence CF et s'est terminée sur le score nul de 1-1 après prolongation. Le Bayern Munich a remporté le titre aux tirs au but, 5 à 4. Lors de cette finale 3 penaltys sont sifflés, fait extrêmement rare, le premier en faveur de Valence, au tout début de la rencontre, le second pour Munich qui est repoussé, et le troisième également pour le Bayern, transformé celui-ci. Valence devint le deuxième club (après la Juventus de Turin en 1996-97 et 1997-98) à échouer deux fois consécutivement en finale de Ligue des champions.

## Participants
|     | Espagne              | Italie     | Allemagne        |
| --- | -------------------- | ---------- | ---------------- |
| 1er | Deportivo La Corogne | Lazio Rome | Bayern Munich    |
| 2e  | FC Barcelone         | Juventus   | Bayer Leverkusen |

|     | Angleterre        | France              | Pays-Bas      |
| --- | ----------------- | ------------------- | ------------- |
| 1er | Manchester United | AS Monaco           | PSV Eindhoven |
| 2e  | Arsenal           | Paris Saint-Germain | SC Heerenveen |

|     | Grèce      | Russie         | Portugal          | Tenant du titre |
| --- | ---------- | -------------- | ----------------- | --------------- |
| 1er | Olympiakós | Spartak Moscou | Sporting Portugal | Real Madrid     |

| Troisième tour de qualification | Troisième tour de qualification |
| --- | --- |
| - Champion - Turquie : Galatasaray SK - Ukraine : Dynamo Kiev - Suisse : FC Saint-Gall - Tchéquie : Sparta Prague - Autriche : Tirol Innsbruck - Croatie : Dinamo Zagreb - Danemark : Herfølge BK - Deuxième - Grèce : Panathinaïkos - Russie : Lokomotiv Moscou - République tchèque : Slavia Prague - Portugal : FC Porto                        | - Troisième - Espagne : Valence CF - Italie : Milan AC - Angleterre : Leeds United - Allemagne : Hambourg SV - France : Olympique lyonnais - Pays-Bas : Feyenoord Rotterdam - Quatrième - Italie : Inter Milan - Allemagne : 1860 Munich                                                 |
| Deuxième tour de qualification | |
| - Champion - Norvège : Rosenborg BK - Écosse : Rangers FC - Belgique : RSC Anderlecht - Israël : Hapoël Tel-Aviv - Pologne : Polonia Varsovie - Suède : Helsingborgs IF - Slovaquie : Inter Bratislava - Roumanie : Dinamo Bucarest - Hongrie : Dunaferr SE - Slovénie : NK Maribor - Chypre : Anorthosis Famagouste - Géorgie : Torpedo Koutaïssi | - Deuxième - Turquie : Beşiktaş JK - Ukraine : Chakhtar Donetsk - Autriche : Sturm Graz - Croatie : Hajduk Split - Danemark : Brøndby IF |
| Premier tour de qualification | |
| - Yougoslavie : Étoile rouge de Belgrade - Bulgarie : PFK Levski Sofia - Finlande : FC Haka Valkeakoski - Lettonie : Skonto Riga - Moldavie : Zimbru Chișinău - Bosnie-Herzégovine : NK Brotnjo - Lituanie : FBK Kaunas - Islande : KR Reykjavik - Macédoine : Sloga Jugomagnat Skopje - Biélorussie : BATE Borisov                                | - Irlande : Shelbourne FC - Malte : Birkirkara FC - Arménie : Shirak FC - Pays de Galles : Total Network Solutions FC - Albanie : KF Tirana - Estonie : Levadia Maardu - Irlande du Nord : Linfield FC - Luxembourg : F91 Dudelange - Îles Féroé : KÍ Klaksvík - Azerbaïdjan : FK Şəmkir |

## Phase préliminaire à élimination directe

### Premier tour de qualification
| Équipe 1                   | Résultat | Équipe 2                 | Aller | Retour  |
| -------------------------- | -------- | ------------------------ | ----- | ------- |
| Birkirkara FC              | 2 - 6    | KR Reykjavik             | 1 - 2 | 1 - 4   |
| F91 Dudelange              | 0 - 6    | Levski Sofia             | 0 - 4 | 0 - 2   |
| FC Haka Valkeakoski        | E2 - 2   | Linfield FC              | 1 - 0 | 1 - 2   |
| KÍ Klaksvík                | 0 - 5    | Étoile rouge de Belgrade | 0 - 3 | 0 - 2   |
| Total Network Solutions FC | 2 - 6    | FC Levadia Maardu        | 2 - 2 | 0 - 4   |
| Shirak FC                  | 2 - 3    | BATE Borissov            | 1 - 1 | 1 - 2   |
| Skonto Riga                | 3 - 5    | FK Şəmkir                | 2 - 1 | 1 - 4ap |
| Sloga Jugomagnat Skopje    | 1 - 2    | Shelbourne FC            | 0 - 1 | 1 - 1   |
| KF Tirana                  | 4 - 6    | Zimbru Chișinău          | 2 - 3 | 2 - 3   |
| FBK Kaunas                 | 4 - 3    | NK Brotnjo               | 4 - 0 | 0 - 3   |

### Deuxième tour de qualification
| Équipe 1                 | Résultat | Équipe 2              | Aller | Retour  |
| ------------------------ | -------- | --------------------- | ----- | ------- |
| RSC Anderlecht           | 4 - 2    | Anorthosis Famagouste | 4 - 2 | 0 - 0   |
| Beşiktaş                 | 2 - 1    | Levski Sofia          | 1 - 0 | 1 - 1   |
| Brøndby IF               | 3 - 1    | KR Reykjavik          | 3 - 1 | 0 - 0   |
| Dinamo Bucarest          | 4 - 7    | Polonia Varsovie      | 3 - 4 | 1 - 3   |
| Rangers FC               | 4 - 1    | FBK Kaunas            | 4 - 1 | 0 - 0   |
| FC Haka Valkeakoski      | 0 - 1    | FK Inter Bratislava   | 0 - 0 | 0 - 1ap |
| Helsingborgs IF          | 3 - 0    | BATE Borissov         | 0 - 0 | 3 - 0   |
| Étoile rouge de Belgrade | 4 - 2    | Torpedo Koutaïssi     | 4 - 0 | 0 - 2   |
| Chakhtar Donetsk         | 9 - 2    | FC Levadia Maardu     | 4 - 1 | 5 - 1   |
| Slavia Prague            | 5 - 1    | FK Şəmkir             | 1 - 0 | 4 - 1   |
| Shelbourne FC            | 2 - 4    | Rosenborg BK          | 1 - 3 | 1 - 1   |
| SK Sturm Graz            | 5 - 1    | Hapoël Tel-Aviv       | 3 - 0 | 2 - 1   |
| Zimbru Chișinău          | 2 - 1    | NK Maribor            | 2 - 0 | 0 - 1   |
| Hajduk Split             | 2 - 4    | Dunaferr SE           | 0 - 2 | 2 - 2   |

### Troisième tour de qualification
| Équipe 1            | Résultat | Équipe 2                 | Aller | Retour  |
| ------------------- | -------- | ------------------------ | ----- | ------- |
| FK Inter Bratislava | 2 - 4    | Olympique lyonnais       | 1 - 2 | 1 - 2   |
| Beşiktaş            | 6 - 1    | Lokomotiv Moscou         | 3 - 0 | 3 - 1   |
| Brøndby IF          | 0 - 2    | Hambourg SV              | 0 - 2 | 0 - 0   |
| FC Tirol Innsbruck  | 1 - 4    | Valence CF               | 0 - 0 | 1 - 4   |
| Zimbru Chișinău     | 0 - 2    | Sparta Prague            | 0 - 1 | 0 - 1   |
| Helsingborgs IF     | 1 - 0    | Inter Milan              | 1 - 0 | 0 - 0   |
| RSC Anderlecht      | 1 - 0    | FC Porto                 | 1 - 0 | 0 - 0   |
| Herfølge BK         | 0 - 6    | Rangers FC               | 0 - 3 | 0 - 3   |
| Dynamo Kiev         | E1 - 1   | Étoile rouge de Belgrade | 0 - 0 | 1 - 1   |
| Polonia Varsovie    | 3 - 4    | Panathinaïkos            | 2 - 2 | 1 - 2   |
| Leeds United FC     | 3 - 1    | 1860 Munich              | 2 - 1 | 1 - 0   |
| SK Sturm Graz       | 3 - 2    | Feyenoord Rotterdam      | 2 - 1 | 1 - 1   |
| Dunaferr SE         | 3 - 4    | Rosenborg BK             | 2 - 2 | 1 - 2   |
| FC Saint-Gall       | 3 - 4    | Galatasaray              | 1 - 2 | 2 - 2   |
| AC Milan            | 6 - 1    | Dinamo Zagreb            | 3 - 1 | 3 - 0   |
| Chakhtar Donetsk    | 2 - 1    | Slavia Prague            | 0 - 1 | 2 - 0ap |

## Première phase de groupes
Les 32 équipes sont réparties en huit groupes de quatre équipes. Chaque équipe joue deux fois contre les trois autres équipes du groupe. Les deux premiers de chaque groupe sont qualifiés pour la deuxième phase de groupes et les troisièmes joueront le troisième tour de la Coupe UEFA.

### Groupe A
| Rang | Équipe            | Pts | J | G | N | P | Bp | Bc | Diff |  | Résultats (▼ dom., ► ext.) |     |     |     |     |
| ---- | ----------------- | --- | - | - | - | - | -- | -- | ---- |  | -------------------------- | --- | --- | --- | --- |
| 1    | Real Madrid CF    | 13  | 6 | 4 | 1 | 1 | 15 | 8  | +7   |  | Real Madrid CF             |     | 1-0 | 5-3 | 4-0 |
| 2    | Spartak Moscou    | 12  | 6 | 4 | 0 | 2 | 9  | 3  | +6   |  | Spartak Moscou             | 1-0 |     | 2-0 | 3-1 |
| 3    | Bayer Leverkusen  | 7   | 6 | 2 | 1 | 3 | 9  | 12 | -3   |  | Bayer Leverkusen           | 2-3 | 1-0 |     | 3-2 |
| 4    | Sporting Portugal | 2   | 6 | 0 | 2 | 4 | 5  | 15 | -10  |  | Sporting Portugal          | 2-2 | 0-3 | 0-0 |     |

### Groupe B
| Rang | Équipe           | Pts | J | G | N | P | Bp | Bc | Diff |  | Résultats (▼ dom., ► ext.) |     |     |     |     |
| ---- | ---------------- | --- | - | - | - | - | -- | -- | ---- |  | -------------------------- | --- | --- | --- | --- |
| 1    | Arsenal FC       | 13  | 6 | 4 | 1 | 1 | 11 | 8  | +3   |  | Arsenal FC                 |     | 2-0 | 3-2 | 4-2 |
| 2    | Lazio Rome       | 13  | 6 | 4 | 1 | 1 | 13 | 4  | +9   |  | Lazio Rome                 | 1-1 |     | 5-1 | 3-0 |
| 3    | Chakhtar Donetsk | 6   | 6 | 2 | 0 | 4 | 10 | 15 | -5   |  | Chakhtar Donetsk           | 3-0 | 0-3 |     | 2-1 |
| 4    | Sparta Prague    | 3   | 6 | 1 | 0 | 5 | 6  | 13 | -7   |  | Sparta Prague              | 0-1 | 0-1 | 3-2 |     |

### Groupe C
| Rang | Équipe             | Pts | J | G | N | P | Bp | Bc | Diff |  | Résultats (▼ dom., ► ext.) |     |     |     |     |
| ---- | ------------------ | --- | - | - | - | - | -- | -- | ---- |  | -------------------------- | --- | --- | --- | --- |
| 1    | Valence CF         | 13  | 6 | 4 | 1 | 1 | 7  | 4  | +3   |  | Valence CF                 |     | 1-0 | 2-1 | 1-1 |
| 2    | Olympique lyonnais | 9   | 6 | 3 | 0 | 3 | 8  | 6  | +2   |  | Olympique lyonnais         | 1-2 |     | 1-0 | 3-1 |
| 3    | Olympiakos         | 9   | 6 | 3 | 0 | 3 | 6  | 5  | +1   |  | Olympiakos                 | 1-0 | 2-1 |     | 2-0 |
| 4    | SC Heerenveen      | 4   | 6 | 1 | 1 | 4 | 3  | 9  | -6   |  | SC Heerenveen              | 0-1 | 0-2 | 1-0 |     |

### Groupe D
| Rang | Équipe        | Pts | J | G | N | P | Bp | Bc | Diff |  | Résultats (▼ dom., ► ext.) |     |     |     |     |
| ---- | ------------- | --- | - | - | - | - | -- | -- | ---- |  | -------------------------- | --- | --- | --- | --- |
| 1    | SK Sturm Graz | 10  | 6 | 3 | 1 | 2 | 9  | 12 | -3   |  | SK Sturm Graz              |     | 3-0 | 2-0 | 2-0 |
| 2    | Galatasaray   | 8   | 6 | 2 | 2 | 2 | 10 | 13 | -3   |  | Galatasaray                | 2-2 |     | 3-2 | 3-2 |
| 3    | Rangers FC    | 8   | 6 | 2 | 2 | 2 | 10 | 7  | +3   |  | Rangers FC                 | 5-0 | 0-0 |     | 2-2 |
| 4    | AS Monaco     | 7   | 6 | 2 | 1 | 3 | 13 | 10 | +3   |  | AS Monaco                  | 5-0 | 4-2 | 0-1 |     |

### Groupe E
| Rang | Équipe               | Pts | J | G | N | P | Bp | Bc | Diff |  | Résultats (▼ dom., ► ext.) |     |     |     |     |
| ---- | -------------------- | --- | - | - | - | - | -- | -- | ---- |  | -------------------------- | --- | --- | --- | --- |
| 1    | Deportivo La Corogne | 10  | 6 | 2 | 4 | 0 | 6  | 4  | +2   |  | Deportivo La Corogne       |     | 1-0 | 2-1 | 1-1 |
| 2    | Panathinaïkos        | 8   | 6 | 2 | 2 | 2 | 6  | 5  | +1   |  | Panathinaïkos              | 1-1 |     | 0-0 | 3-1 |
| 3    | Hambourg SV          | 6   | 6 | 1 | 3 | 2 | 9  | 9  | 0    |  | Hambourg SV                | 1-1 | 0-1 |     | 4-4 |
| 4    | Juventus             | 6   | 6 | 1 | 3 | 2 | 9  | 12 | -3   |  | Juventus                   | 0-0 | 2-1 | 1-3 |     |

### Groupe F
| Rang | Équipe          | Pts | J | G | N | P | Bp | Bc | Diff |  | Résultats (▼ dom., ► ext.) |     |     |     |     |
| ---- | --------------- | --- | - | - | - | - | -- | -- | ---- |  | -------------------------- | --- | --- | --- | --- |
| 1    | Bayern Munich   | 11  | 6 | 3 | 2 | 1 | 9  | 4  | +5   |  | Bayern Munich              |     | 2-0 | 3-1 | 0-0 |
| 2    | Paris SG        | 10  | 6 | 3 | 1 | 2 | 14 | 9  | +5   |  | Paris SG                   | 1-0 |     | 7-2 | 4-1 |
| 3    | Rosenborg BK    | 7   | 6 | 2 | 1 | 3 | 13 | 15 | -2   |  | Rosenborg BK               | 1-1 | 3-1 |     | 6-1 |
| 4    | Helsingborgs IF | 5   | 6 | 1 | 2 | 3 | 6  | 14 | -8   |  | Helsingborgs IF            | 1-3 | 1-1 | 2-0 |     |

### Groupe G
| Rang | Équipe               | Pts | J | G | N | P | Bp | Bc | Diff |  | Résultats (▼ dom., ► ext.) |     |     |     |     |
| ---- | -------------------- | --- | - | - | - | - | -- | -- | ---- |  | -------------------------- | --- | --- | --- | --- |
| 1    | RSC Anderlecht       | 12  | 6 | 4 | 0 | 2 | 11 | 14 | -3   |  | RSC Anderlecht             |     | 2-1 | 1-0 | 4-2 |
| 2    | Manchester United FC | 10  | 6 | 3 | 1 | 2 | 11 | 7  | +4   |  | Manchester United FC       | 5-1 |     | 3-1 | 1-0 |
| 3    | PSV Eindhoven        | 9   | 6 | 3 | 0 | 3 | 9  | 9  | 0    |  | PSV Eindhoven              | 2-3 | 3-1 |     | 2-1 |
| 4    | Dynamo Kiev          | 4   | 6 | 1 | 1 | 4 | 7  | 8  | -1   |  | Dynamo Kiev                | 4-0 | 0-0 | 0-1 |     |

### Groupe H
| Rang | Équipe          | Pts | J | G | N | P | Bp | Bc | Diff |  | Résultats (▼ dom., ► ext.) |     |     |     |     |
| ---- | --------------- | --- | - | - | - | - | -- | -- | ---- |  | -------------------------- | --- | --- | --- | --- |
| 1    | AC Milan        | 11  | 6 | 3 | 2 | 1 | 12 | 6  | +6   |  | AC Milan                   |     | 1-1 | 3-3 | 4-1 |
| 2    | Leeds United FC | 9   | 6 | 2 | 3 | 1 | 9  | 6  | +3   |  | Leeds United FC            | 1-0 |     | 1-1 | 6-0 |
| 3    | FC Barcelone    | 8   | 6 | 2 | 2 | 2 | 13 | 9  | +4   |  | FC Barcelone               | 0-2 | 4-0 |     | 5-0 |
| 4    | Beşiktaş        | 4   | 6 | 1 | 1 | 4 | 4  | 17 | -13  |  | Beşiktaş                   | 0-2 | 0-0 | 3-0 |     |

## Deuxième phase de groupes
Les 16 équipes sont réparties en quatre groupes de quatre équipes. Chaque équipe joue deux fois contre les trois autres équipes du groupe. Les deux premiers de chaque groupe sont qualifiés pour les quarts de finale.

### Groupe A
| Rang | Équipe               | Pts | J | G | N | P | Bp | Bc | Diff |  | Résultats (▼ dom., ► ext.) |     |     |     |     |
| ---- | -------------------- | --- | - | - | - | - | -- | -- | ---- |  | -------------------------- | --- | --- | --- | --- |
| 1    | Valence CF           | 12  | 6 | 3 | 3 | 0 | 10 | 2  | +8   |  | Valence CF                 |     | 0-0 | 2-0 | 2-1 |
| 2    | Manchester United FC | 12  | 6 | 3 | 3 | 0 | 10 | 3  | +7   |  | Manchester United FC       | 1-1 |     | 3-0 | 3-1 |
| 3    | SK Sturm Graz        | 6   | 6 | 2 | 0 | 4 | 4  | 13 | -9   |  | SK Sturm Graz              | 0-5 | 0-2 |     | 2-0 |
| 4    | Panathinaïkos        | 2   | 6 | 0 | 2 | 4 | 4  | 10 | -6   |  | Panathinaïkos              | 0-0 | 1-1 | 1-2 |     |

### Groupe B
| Rang | Équipe               | Pts | J | G | N | P | Bp | Bc | Diff |  | Résultats (▼ dom., ► ext.) |     |     |     |     |
| ---- | -------------------- | --- | - | - | - | - | -- | -- | ---- |  | -------------------------- | --- | --- | --- | --- |
| 1    | Deportivo La Corogne | 10  | 6 | 3 | 1 | 2 | 10 | 7  | +3   |  | Deportivo La Corogne       |     | 2-0 | 0-1 | 4-3 |
| 2    | Galatasaray          | 10  | 6 | 3 | 1 | 2 | 6  | 6  | 0    |  | Galatasaray                | 1-0 |     | 2-0 | 1-0 |
| 3    | AC Milan             | 7   | 6 | 1 | 4 | 1 | 6  | 7  | -1   |  | AC Milan                   | 1-1 | 2-2 |     | 1-1 |
| 4    | Paris SG             | 5   | 6 | 1 | 2 | 3 | 8  | 10 | -2   |  | Paris SG                   | 1-3 | 2-0 | 1-1 |     |

- À la 20e minute du match entre La Corogne et Milan au stade du Riazor, le gardien milanais fut touché par une bouteille lancée par un spectateur espagnol. Il put toutefois finir le match après avoir été soigné. Le club espagnol ne reçu qu'une amende minime et aucune suspension de stade comme cela s'était produit notamment avec l'Ajax Amsterdam ou le Milan AC quelques années plus tôt.
- Le match opposant le Paris SG à Galatasaray au Parc des Princes fut interrompu 20 minutes à cause de troubles causés par les spectateurs.

### Groupe C
| Rang | Équipe             | Pts | J | G | N | P | Bp | Bc | Diff |  | Résultats (▼ dom., ► ext.) |     |     |     |     |
| ---- | ------------------ | --- | - | - | - | - | -- | -- | ---- |  | -------------------------- | --- | --- | --- | --- |
| 1    | Bayern Munich      | 13  | 6 | 4 | 1 | 1 | 8  | 5  | +3   |  | Bayern Munich              |     | 1-0 | 1-0 | 1-0 |
| 2    | Arsenal FC         | 8   | 6 | 2 | 2 | 2 | 6  | 8  | -2   |  | Arsenal FC                 | 2-2 |     | 1-1 | 1-0 |
| 3    | Olympique lyonnais | 8   | 6 | 2 | 2 | 2 | 8  | 4  | +4   |  | Olympique lyonnais         | 3-0 | 0-1 |     | 3-0 |
| 4    | Spartak Moscou     | 4   | 6 | 1 | 1 | 4 | 5  | 10 | -5   |  | Spartak Moscou             | 0-3 | 4-1 | 1-1 |     |

La 5e journée est marqué par un match de très haut niveau de la part de Olympique lyonnais à domicile contre le futur vainqueur final, le Bayern Munich. Une victoire nette 3-0 et un doublé pour le jeune attaquant Sidney Govou avec des réalisations à la 13e et 21e.
Pourtant Lyon ne parviendra pas en quarts de finale, devancé pour la seconde place qualificative du groupe par Arsenal à la différence de buts particulière et une défaite à domicile 0-1 contre le club londonien.

### Groupe D
| Rang | Équipe          | Pts | J | G | N | P | Bp | Bc | Diff |  | Résultats (▼ dom., ► ext.) |     |     |     |     |
| ---- | --------------- | --- | - | - | - | - | -- | -- | ---- |  | -------------------------- | --- | --- | --- | --- |
| 1    | Real Madrid CF  | 13  | 6 | 4 | 1 | 1 | 14 | 9  | +5   |  | Real Madrid CF             |     | 3-2 | 4-1 | 3-2 |
| 2    | Leeds United FC | 10  | 6 | 3 | 1 | 2 | 12 | 10 | +2   |  | Leeds United FC            | 0-2 |     | 2-1 | 3-3 |
| 3    | RSC Anderlecht  | 6   | 6 | 2 | 0 | 4 | 7  | 12 | -5   |  | RSC Anderlecht             | 2-0 | 1-4 |     | 1-0 |
| 4    | Lazio Rome      | 5   | 6 | 1 | 2 | 3 | 9  | 11 | -2   |  | Lazio Rome                 | 2-2 | 0-1 | 2-1 |     |

## Tableau final
|  | Quarts de finale     | Quarts de finale     | Quarts de finale | Quarts de finale |               |               | Demi-finales | Demi-finales | Demi-finales | Demi-finales |  |  | Finale                                    | Finale | Finale | Finale |
|  |                      |                      |                  |                  |               |               |              |              |              |              |  |  |                                           |        |        |        |
|  |                      |                      |                  |                  |               |               |              |              |              |              |  |  | 23 mai 2001, Stade Giuseppe-Meazza, Milan |        |        |        |
|  |                      |                      |                  |                  |               |               |              |              |              |              |  |  |                                           |        |        |        |
|  | Galatasaray          | Galatasaray          | 3                | 0                |               |               |              |              |              |              |  |  |                                           |        |        |        |
|  | Galatasaray          | Galatasaray          | 3                | 0                |               |               |              |              |              |              |  |  |                                           |        |        |        |
|  | Real Madrid          | Real Madrid          | 2                | 3                |               |               |              |              |              |              |  |  |                                           |        |        |        |
|  | Real Madrid          | Real Madrid          | 2                | 3                | Real Madrid   | Real Madrid   | 0            | 1            |              |              |  |  |                                           |        |        |        |
|  |                      |                      |                  |                  | Real Madrid   | Real Madrid   | 0            | 1            |              |              |  |  |                                           |        |        |        |
|  |                      |                      | Bayern Munich    | Bayern Munich    | 1             | 2             |              |              |              |              |  |  |                                           |        |        |        |
|  | Manchester United    | Manchester United    | Bayern Munich    | Bayern Munich    | 1             | 2             | 0            | 1            |              |              |  |  |                                           |        |        |        |
|  | Manchester United    | Manchester United    |                  |                  |               |               |              | 1            |              |              |  |  |                                           |        |        |        |
|  | Bayern Munich        | Bayern Munich        | 1                | 2                |               |               |              |              |              |              |  |  |                                           |        |        |        |
|  | Bayern Munich        | Bayern Munich        | 1                | 2                | Bayern Munich | Bayern Munich | 1 tab(5)     | 1 tab(5)     |              |              |  |  |                                           |        |        |        |
|  |                      |                      |                  |                  | Bayern Munich | Bayern Munich | 1 tab(5)     | 1 tab(5)     |              |              |  |  |                                           |        |        |        |
|  |                      |                      | Valence CF       | Valence CF       | 1ap (4)       | 1ap (4)       |              |              |              |              |  |  |                                           |        |        |        |
|  | Leeds United         | Leeds United         | Valence CF       | Valence CF       | 1ap (4)       | 1ap (4)       | 3            | 0            |              |              |  |  |                                           |        |        |        |
|  | Leeds United         | Leeds United         |                  |                  |               |               |              |              |              |              |  |  |                                           |        |        |        |
|  | Deportivo La Corogne | Deportivo La Corogne | 0                | 2                |               |               |              |              |              |              |  |  |                                           |        |        |        |
|  | Deportivo La Corogne | Deportivo La Corogne | 0                | 2                | Leeds United  | Leeds United  | 0            | 0            |              |              |  |  |                                           |        |        |        |
|  |                      |                      |                  |                  | Leeds United  | Leeds United  | 0            | 0            |              |              |  |  |                                           |        |        |        |
|  |                      |                      | Valence CF       | Valence CF       | 0             | 3             |              |              |              |              |  |  |                                           |        |        |        |
|  | Arsenal              | Arsenal              | Valence CF       | Valence CF       | 0             | 3             | 2            | 0            |              |              |  |  |                                           |        |        |        |
|  | Arsenal              | Arsenal              |                  |                  |               |               |              | 0            |              |              |  |  |                                           |        |        |        |
|  | Valence CF           | Valence CF           | 1                | 1                |               |               |              |              |              |              |  |  |                                           |        |        |        |
|  | Valence CF           | Valence CF           | 1                | 1                |               |               |              |              |              |              |  |  |                                           |        |        |        |
|  |                      |                      |                  |                  |               |               |              |              |              |              |  |  |                                           |        |        |        |

## Quarts de finale
| Équipe 1             | Résultat | Équipe 2             | Aller | Retour |
| -------------------- | -------- | -------------------- | ----- | ------ |
| Manchester United FC | 1 - 3    | Bayern Munich        | 0 - 1 | 1 - 2  |
| Galatasaray          | 3 - 5    | Real Madrid CF       | 3 - 2 | 0 - 3  |
| Leeds United FC      | 3 - 2    | Deportivo La Corogne | 3 - 0 | 0 - 2  |
| Arsenal FC           | 2 - 2E   | Valence CF           | 2 - 1 | 0 - 1  |

## Demi-finales
| Équipe 1        | Résultat | Équipe 2      | Aller | Retour |
| --------------- | -------- | ------------- | ----- | ------ |
| Real Madrid CF  | 1 - 3    | Bayern Munich | 0 - 1 | 1 - 2  |
| Leeds United FC | 0 - 3    | Valence CF    | 0 - 0 | 0 - 3  |

## Finale
| Entraîneur :    |
| Ottmar Hitzfeld |

| Entraîneur : |
| Héctor Cúper |

| Entraîneur :    |
| Ottmar Hitzfeld |

| Entraîneur : |
| Héctor Cúper |